# 三遊亭羊之助
三遊亭 羊之助（さんゆうてい ようのすけ、1965年12月10日 - ）は、落語家。本名は酒井 愛吉。
1984年12月、五代目春風亭柳昇に入門し、前座名「春風亭昇吉」を名乗るがのちに廃業。その後セミプロとして「司馬龍鳳」を名乗り、愛知や北海道で活動。
2017年、四代目三遊亭歌笑門下で「三遊亭あきる」となる。2020年に「三遊亭羊之助」に改名。